# Pretty Cure
Pretty Cure, aussi appelée PreCure (プリキュア, Purikyua), est une franchise japonaise de type magical girl, créée par Izumi Tōdō et produite par Asahi Broadcasting Corporation et Toei Animation. Commencée en 2004 avec Futari wa Pretty Cure, la franchise a vu beaucoup d'autres séries ainsi que des films, des mangas et des jeux vidéo. La plus récente série, You and Idol Precure, a été diffusée pour la première fois sur TV Asahi en 2025. La franchise a produit plus de 1000 épisodes à cette date, et chaque série a été adaptée en manga par Futago Kamikita.

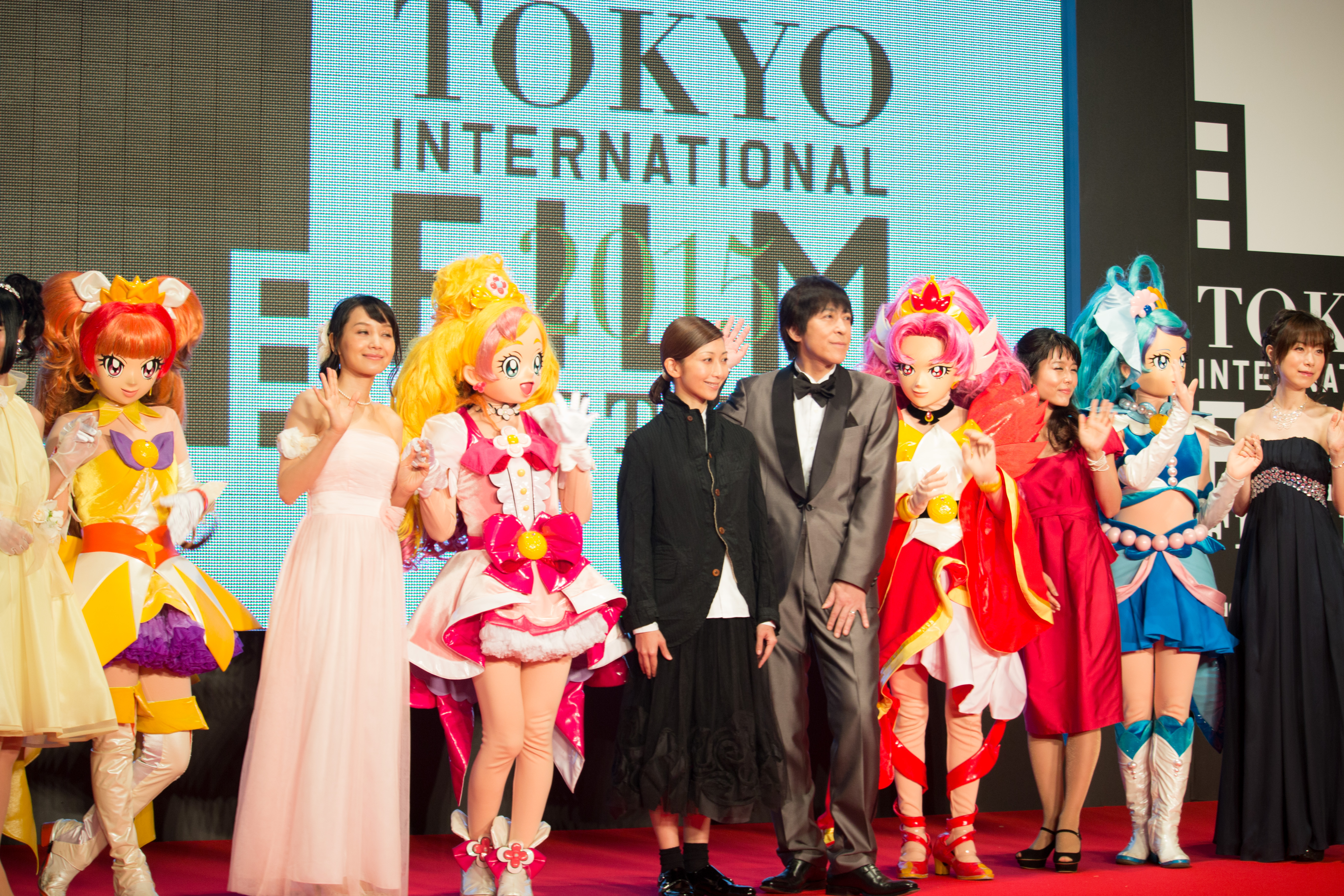
Every Little Thing aux côtés des kigurumi des PreCures de Go! Princess PreCure et de leurs seiyū respectives au Festival international du film de Tokyo de 2015.

Le 11e film crossover, HUGtto! PreCure♡Futari wa Pretty Cure: All Stars Memories, est inscrit dans le livre Guinness des records pour le « plus grand nombre de guerrières magiques dans un film d'animation japonaise », avec la présence de 55 Cures.
En automne 2023, à l'occasion des 20 ans de la franchise, une pièce de théâtre du nom de Dancing☆Star Precure est mise en scène et présentée à Tokyo et Osaka, avec un casting entièrement masculin. Dans l'équipe de réalisation, on retrouve Toshie Kawamura (Yes! PreCure 5, Smile PreCure, Hugtto! PreCure) au design des personnages et Takashi Washio, producteur des séries PreCure, à la supervision.

## Aperçu
Chaque série met en avant un groupe d'adolescentes qui reçoivent des objets spéciaux leur permettant de se transformer en guerrières légendaires connues sous le nom de « Pretty Cure ». Accompagnées de petites créatures que sont les fées, les Cures utilisent leurs pouvoirs magiques et leur force accrue afin de lutter contre les forces du mal qui créent des monstres pour apporter la misère sur Terre et faire avancer leurs plans. Au fur et à mesure que la série progresse et que des ennemis plus forts apparaissent, les Cures gagnent de nouveaux objets magiques, de nouvelles capacités et parfois de nouveaux alliés pour les aider dans leur lutte contre le mal. Après un épisode éventuellement humoristique, les généraux ennemis restants sont réconciliés un par un et les dernières intrigues se dénouent. L'avant dernier épisode est consacré à la réconciliation du chef des méchants.

## Séries
En 2025, il y a vingt-deux séries télévisées d'animation dans la franchise ; deux d'entre elles sont des suites directes de leurs précédentes séries. Deux séries spin-off mettant en scène les personnages de Yes! PreCure 5 GoGo!, Futari wa PreCure Splash Star et de l'autre, Witchy Pretty Cure! adultes sont également diffusées.
Une première tentative de lancement de la franchise en France par Toei Animation avait vu le jour en 2011 et à cette occasion, Yes! Pretty Cure 5, la quatrième série, avait été entièrement doublée en français mais le doublage de la série n'a jamais été diffusé publiquement. Les seules informations que l'on peut retrouver sur cette version française sont le nom de deux comédiennes, Leslie Lipkins et Blanche Ravalec qui doublaient respectivement Nozomi (rebaptisée Naomi dans cette adaptation)/Cure Dream et le personnage secondaire Arachnea. Le film HeartCatch Pretty Cure! Le film : Mission défilé à Paris avait également bénéficié d'un doublage français. Il fut diffusé lors d'une projection spéciale et privée organisée par Toei Animation Europe, dans le but de présenter la franchise aux responsables de chaines de télévision. Leslie Lipkins fut de nouveau choisi pour interpréter Tsubomi (devenue Flora en VF)/Cure Blossom. Léa Gabriele, Dolly Vanden et Coralie Coscas faisaient également partie de la distribution sous la direction d'Antoine Nouel,.
Ce projet d'insertion en France fut abandonné par la suite car la société n'a pas trouvé de preneur parmi les chaines de télévision.
Finalement, les premières séries diffusées dans les pays francophones sont ainsi Glitter Force et Glitter Force Doki Doki, des versions réadaptées de Smile PreCure! et Dokidoki! PreCure par Saban Brands qui a récupéré les droits des deux séries, à l'instar de Power Rangers,. La plateforme américaine Netflix diffuse les deux séries Glitter Force dans tous les territoires où elle est présente, mis à part l'Asie,. Néanmoins, fin mai 2017, la marque déposée de Glitter Force retourne à la Toei Animation ; et en juin 2018, les droits restants de Saban Brands sur l'exploitation des noms et de la marque sont transférés à Hasbro.
Depuis 2020, la plateforme Animation Digital Network diffuse officiellement Futari wa Pretty Cure, Futari wa Pretty Cure Max Heart, Pretty Cure Splash Star, Go! Princess Pretty Cure à Kirakira☆PreCure a la Mode,,. Crunchyroll intègre également Futari wa Pretty Cure à Yes! Pretty Cure 5, Go! Princess Pretty Cure à Kirakira☆PreCure a la Mode, Power of Hope Precure Full Bloom et Wonderful Precure! en Europe, Kirakira☆PreCure a la Mode et depuis Healin' Good♡Precure en Amérique. La chaîne de télévision française J-One diffuse la série Healin' Good♡Precure à partir de novembre 2020.

### Séries principales
| Numéro de production         | Numéro de production | Titre                           | Titre original (Transcription Hepburn)                                              | Génération | Nombre d'épisodes | Année de 1re diffusion |
| ---------------------------- | -------------------- | ------------------------------- | ----------------------------------------------------------------------------------- | ---------- | ----------------- | ---------------------- |
|                              | 01                   | Futari wa Pretty Cure           | ふたりはプリキュア Futari wa PuriKyua                                               | 1re        | 49                | 2004                   |
|                              | 02                   | Futari wa Pretty Cure Max Heart | ふたりはプリキュアMax Heart Futari wa PuriKyua Makkusu Hāto                         | 1re        | 47                | 2005                   |
|                              | 03                   | Pretty Cure Splash Star         | ふたりはプリキュアSplash Star Futari wa PuriKyua Supurasshu Sutā                    | 2e         | 49                | 2006                   |
|                              | 04                   | Yes! Pretty Cure 5              | Yes!プリキュア5 Iesu! PuriKyua Faibu Yes! PreCure 5                                 | 3e         | 49                | 2007                   |
|                              | 05                   | Yes! Pretty Cure 5 GoGo!        | Yes!プリキュア5GoGo! Iesu! PuriKyua Faibu GōGō! Yes! PreCure 5 GoGo!                | 3e         | 48                | 2008                   |
|                              | 06                   | Fresh Pretty Cure!              | フレッシュプリキュア! Furesshu PuriKyua!                                            | 4e         | 50                | 2009                   |
|                              | 07                   | HeartCatch Pretty Cure!         | ハートキャッチプリキュア! HātoKyatchi PuriKyua! HeartCatch PreCure!                 | 5e         | 49                | 2010                   |
|                              | 08                   | Suite Pretty Cure               | スイートプリキュア♪ Suīto PuriKyua♪ Suite PreCure♪                                  | 6e         | 48                | 2011                   |
|                              | 09                   | Smile Pretty Cure!              | スマイルプリキュア! Sumairu PuriKyua! Smile PreCure!                                | 7e         | 48                | 2012                   |
|                              | 10                   | Dokidoki! Pretty Cure           | ドキドキ!プリキュア Dokidoki! PuriKyua Dokidoki! PreCure                            | 8e         | 49                | 2013                   |
|                              | 11                   | Happiness Charge Pretty Cure!   | ハピネスチャージプリキュア! HapinesuChāji PuriKyua! HappinessCharge PreCure!        | 9e         | 49                | 2014                   |
|                              | 12                   | Go! Princess Pretty Cure        | Go!プリンセスプリキュア Gō! Purinsesu PuriKyua Go! Princess PreCure                 | 10e        | 50                | 2015                   |
|                              | 13                   | Witchy Pretty Cure!             | 魔法つかいプリキュア! Mahō Tsukai PuriKyua! Maho Girls PreCure!                     | 11e        | 50                | 2016                   |
|                              | 14                   | Kirakira Pretty Cure a la Mode  | キラキラ☆プリキュアアラモード Kirakira☆PuriKyua Ara Mōdo Kirakira☆PreCure a la Mode | 12e        | 49                | 2017                   |
|                              | 15                   | Hug! Pretty Cure                | HUGっと!プリキュア Hagutto! PuriKyua HUGtto! PreCure                                | 13e        | 49                | 2018                   |
|                              | 16                   | Star Twinkle Pretty Cure        | スター☆トゥインクルプリキュア Sutā☆Tuinkuru PuriKyua Star☆Twinkle PreCure           | 14e        | 49                | 2019                   |
|                              | 17                   | Healin' Good Pretty Cure        | ヒーリングっど♡プリキュア Hīrin Guddo♡Purikyua Healin' Good♡Precure                 | 15e        | 45                | 2020                   |
|                              | 18                   | Tropical-Rouge! Pretty Cure     | トロピカル〜ジュ!プリキュア ToropikaRūju! Purikyua Tropical-Rouge! Precure          | 16e        | 46                | 2021                   |
|                              | 19                   | Delicious Party Pretty Cure     | デリシャスパーティ♡プリキュア Derishasu Pāti♡Purikyua Delicious Party♡Precure       | 17e        | 45                | 2022                   |
|                              | 20                   | Soaring Sky! PreCure            | ひろがるスカイ!プリキュア Hirogaru Sukai! Purikyua Hirogaru Sky! Precure            | 18e        | 50                | 2023                   |
|                              | 21                   | Wonderful Precure!              | わんだふるぷりきゅあ! WandafuruPurikyua WonderfulPrecure!                           | 19e        | 50                | 2024                   |
|                              | 22                   | You and Idol Precure            | キミとアイドルプリキュア♪ Kimi to Aidoru Purikyua♪ You and Idol Precure♪            | 20e        |                   | 2025                   |
| Série en cours de diffusion. |                      |                                 |                                                                                     |            |                   |                        |

### Séries secondaires
| Numéro de production | Numéro de production | Titre                                                                | Titre original (Transcription Hepburn)                                         | Génération | Nombre d'épisodes | Année de 1re diffusion |
| -------------------- | -------------------- | -------------------------------------------------------------------- | ------------------------------------------------------------------------------ | ---------- | ----------------- | ---------------------- |
|                      | 20.5                 | Kibou no Chikara Otona PreCure '23/Power of Hope: Precure Full Bloom | キボウノチカラ〜オトナプリキュア'23〜 Kibō no Chikara Otona Purikyua nijūjusan | 1er à 3e   | 12                | 2023                   |
|                      | 21.5                 | Maho Girls PreCure!! Mirai Days/Witchy Pretty Cure!! Mirai Days      | 魔法つかいプリキュア!!～MIRAI DAYS〜 Mahō tsukai Purikyua!! Mirai Deizu        | 11e        | 12                | 2025                   |

## Personnages par série
| Séries                                                  | Transformation Cures                | Première apparition (épisode) | Véritable identité             | Doublage japonais | Fée et/ou mascotte          | Fée et/ou mascotte          | Objet de transformation                              |
| ------------------------------------------------------- | ----------------------------------- | ----------------------------- | ------------------------------ | ----------------- | --------------------------- | --------------------------- | ---------------------------------------------------- |
| Futari wa Pretty Cure / Futari wa Pretty Cure Max Heart | Cure Black (キュアブラック)         | No Mark 1                     | Nagisa Misumi (美墨 なぎさ)    | Yōko Honna        | Mepple                      | Mepple                      | Precure Card Card Commune Heartful Commune           |
| Futari wa Pretty Cure / Futari wa Pretty Cure Max Heart | Cure White (キュアホワイト)         | No Mark 1                     | Honoka Yukishiro (雪城 ほのか) | Yukana            | Mipple                      | Mipple                      | Precure Card Card Commune Heartful Commune           |
| Futari wa Pretty Cure / Futari wa Pretty Cure Max Heart | Shiny Luminous (シャイニールミナス) | Max Heart 5                   | Hikari Kujō (九条 ひかり)      | Rie Tanaka        | Porun / Lulun               | Porun / Lulun               | Touch Commune                                        |
| Futari wa Pretty Cure Splash Star                       | Cure Bloom (キュアブルーム)         | 1                             | Saki Hyūga (日向 咲)           | Orie Kimoto       | Flappy / Moof               | Flappy / Moof               | Pretty Cure Diamond Mix Commune Crystal Commune      |
| Futari wa Pretty Cure Splash Star                       | Cure Bright (キュアブライト)        | 30                            | Saki Hyūga (日向 咲)           | Orie Kimoto       | Flappy / Moof               | Flappy / Moof               | Pretty Cure Diamond Mix Commune Crystal Commune      |
| Futari wa Pretty Cure Splash Star                       | Cure Egret (キュアイーグレット)     | 1                             | Mai Mishō (美翔 舞)            | Atsuko Enomoto    | Choppy / Foof               | Choppy / Foof               | Pretty Cure Diamond Mix Commune Crystal Commune      |
| Futari wa Pretty Cure Splash Star                       | Cure Windy (キュアウィンディ)       | 30                            | Mai Mishō (美翔 舞)            | Atsuko Enomoto    | Choppy / Foof               | Choppy / Foof               | Pretty Cure Diamond Mix Commune Crystal Commune      |
| Yes! PreCure 5 Yes! PreCure 5GoGo!                      | Cure Dream (キュアドリーム)         | 5 1                           | Nozomi Yumehara                | Yūko Sanpei       | Coco / Nuts / Syrup         | Coco / Nuts / Syrup         | Pinky Catch CureMo                                   |
| Yes! PreCure 5 Yes! PreCure 5GoGo!                      | Cure Rouge (キュアルージュ)         | 5 2                           | Rin Natsuki                    | Junko Takeuchi    | Coco / Nuts / Syrup         | Coco / Nuts / Syrup         | Pinky Catch CureMo                                   |
| Yes! PreCure 5 Yes! PreCure 5GoGo!                      | Cure Lemonade (キュアレモネード)    | 5 3                           | Urara Kasugano                 | Mariya Ise        | Coco / Nuts / Syrup         | Coco / Nuts / Syrup         | Pinky Catch CureMo                                   |
| Yes! PreCure 5 Yes! PreCure 5GoGo!                      | Cure Mint (キュアミント)            | 5 4                           | Komachi Akimoto                | Ai Nagano         | Coco / Nuts / Syrup         | Coco / Nuts / Syrup         | Pinky Catch CureMo                                   |
| Yes! PreCure 5 Yes! PreCure 5GoGo!                      | Cure Aqua (キュアアクア)            | 5 6                           | Karen Minazuki                 | Ai Maeda          | Coco / Nuts / Syrup         | Coco / Nuts / Syrup         | Pinky Catch CureMo                                   |
| Yes! PreCure 5 Yes! PreCure 5GoGo!                      | Milky Rose (ミルキィローズ)         | GoGo! 10                      | Kurumi Mimino / Milk           | Eri Sendai        | x                           | x                           | Milky Palette                                        |
| Fresh Pretty Cure!                                      | Cure Peach (キュアピーチ)           | 1                             | Love Momozono                  | Kanae Oki         | Pirun                       | Tart Chiffon                | Linkrun                                              |
| Fresh Pretty Cure!                                      | Cure Berry (キュアベリー)           | 2                             | Miki Aono                      | Eri Kitamura      | Blun                        | Tart Chiffon                | Linkrun                                              |
| Fresh Pretty Cure!                                      | Cure Pine (キュアパイン)            | 3                             | Inori Yamabuki                 | Akiko Nakagawa    | Kirun                       | Tart Chiffon                | Linkrun                                              |
| Fresh Pretty Cure!                                      | Cure Passion (キュアパッション)     | 23                            | Setsuna Higashi                | Yuka Komatsu      | Akarun                      | Tart Chiffon                | Linkrun                                              |
| HeartCatch PreCure!                                     | Cure Blossom (キュアブロッサム)     | 1                             | Tsubomi Hanasaki               | Nana Mizuki       | Chypre                      | Chypre                      | Heart Perfume Precure Seed                           |
| HeartCatch PreCure!                                     | Cure Marine (キュアマリン)          | 3                             | Erika Kurumi                   | Fumie Mizusawa    | Coffret                     | Coffret                     | Heart Perfume Precure Seed                           |
| HeartCatch PreCure!                                     | Cure Sunshine (キュアサンシャイン)  | 23                            | Itsuki Myōdōin                 | Hōko Kuwashima    | Potpourri                   | Potpourri                   | Shiny Perfume Precure Seed                           |
| HeartCatch PreCure!                                     | Cure Moonlight (キュアムーンライト) | 33（ver.2）                   | Yuri Tsukikage                 | Aya Hisakawa      | Cologne（ver.1） x（ver.2） | Cologne（ver.1） x（ver.2） | Heart Perfume (ver.1) Heart Pot (ver.2) Precure Seed |
| Suite PreCure♪                                          | Cure Melody (キュアメロディ)        | 1                             | Hibiki Hōjō                    | Ami Koshimizu     | Dory / Miry                 | Hummy                       | Cure Module                                          |
| Suite PreCure♪                                          | Cure Rhythm (キュアリズム)          | 1                             | Kanade Minamino                | Fumiko Orikasa    | Rery / Fary                 | Hummy                       | Cure Module                                          |
| Suite PreCure♪                                          | Cure Beat (キュアビート)            | 21                            | Ellen Kurokawa / Seiren        | Megumi Toyoguchi  | Sory / Lary                 | Hummy                       | Cure Module                                          |
| Suite PreCure♪                                          | Cure Muse (キュアミューズ)          | 35（vrai forme）              | Ako Shirabe                    | Rumi Ōkubo        | Siry / Dodory               | Hummy                       | Cure Module                                          |
| Smile PreCure!                                          | Cure Happy (キュアハッピー)         | 1                             | Miyuki Hoshizora               | Misato Fuken      | Candy / Pop                 | Candy / Pop                 | Smile Pact Cure Decor                                |
| Smile PreCure!                                          | Cure Sunny (キュアサニー)           | 2                             | Akane Hino                     | Asami Tano        | Candy / Pop                 | Candy / Pop                 | Smile Pact Cure Decor                                |
| Smile PreCure!                                          | Cure Peace (キュアピース)           | 3                             | Yayoi Kise                     | Hisako Kanemoto   | Candy / Pop                 | Candy / Pop                 | Smile Pact Cure Decor                                |
| Smile PreCure!                                          | Cure March (キュアマーチ)           | 4                             | Nao Midorikawa                 | Marina Inoue      | Candy / Pop                 | Candy / Pop                 | Smile Pact Cure Decor                                |
| Smile PreCure!                                          | Cure Beauty (キュアビューティ)      | 5                             | Reika Aoki                     | Chinami Nishimura | Candy / Pop                 | Candy / Pop                 | Smile Pact Cure Decor                                |
| Dokidoki! PreCure                                       | Cure Heart (キュアハート)           | 1                             | Mana Aida                      | Hitomi Nabatame   | Sharuru                     | Sharuru                     | Lovely Commune Cure Loveads                          |
| Dokidoki! PreCure                                       | Cure Diamond (キュアダイヤモンド)   | 3                             | Rikka Hishikawa                | Minako Kotobuki   | Raquel                      | Raquel                      | Lovely Commune Cure Loveads                          |
| Dokidoki! PreCure                                       | Cure Rosetta (キュアロゼッタ)       | 4                             | Alice Yotsuba                  | Mai Fuchigami     | Lance                       | Lance                       | Lovely Commune Cure Loveads                          |
| Dokidoki! PreCure                                       | Cure Sword (キュアソード)           | 1                             | Makoto Kenzaki                 | Kanako Miyamoto   | Dabyi                       | Dabyi                       | Lovely Commune Cure Loveads                          |
| Dokidoki! PreCure                                       | Cure Ace (キュアエース)             | 22                            | Aguri Madoka                   | Rie Kugimiya      | Ai                          | Ai                          | Love Eyes Palette                                    |
| HappinessCharge PreCure!                                | Cure Lovely (キュアラブリー)        | 1                             | Megumi Aino                    | Megumi Nakajima   | Ribbon                      | Ribbon                      | PreChan Mirror PreCards                              |
| HappinessCharge PreCure!                                | Cure Princess (キュアプリンセス)    | 1                             | Hime Shirayuki                 | Megumi Han        | Ribbon                      | Ribbon                      | PreChan Mirror PreCards                              |
| HappinessCharge PreCure!                                | Cure Honey (キュアハニー)           | 9                             | Yūko Ōmori                     | Rina Kitagawa     | Ribbon                      | Ribbon                      | PreChan Mirror PreCards                              |
| HappinessCharge PreCure!                                | Cure Fortune (キュアフォーチュン)   | 1(ver.1) 22 (ver.2)           | Iona Hikawa                    | Haruka Tomatsu    | Glasan                      | Glasan                      | PriChan Mirror (ver.1) Fortune Piano (ver.2)         |
| Go! Princess PreCure                                    | Cure Flora (キュアフローラ)         | 1                             | Haruka Haruno                  | Yū Shimamura      | Pafu / Aroma                | Pafu / Aroma                | Princess Perfume Dress Up Keys                       |
| Go! Princess PreCure                                    | Cure Mermaid (キュアマーメイド)     | 2                             | Minami Kaidō                   | Masumi Asano      | Pafu / Aroma                | Pafu / Aroma                | Princess Perfume Dress Up Keys                       |
| Go! Princess PreCure                                    | Cure Twinkle (キュアトゥインクル)   | 4                             | Kirara Amanogawa               | Hibiku Yamamura   | Pafu / Aroma                | Pafu / Aroma                | Princess Perfume Dress Up Keys                       |
| Go! Princess PreCure                                    | Cure Scarlet (キュアスカーレット)   | 22                            | Towa Akagi                     | Miyuki Sawashiro  | Pafu / Aroma                | Pafu / Aroma                | Princess Perfume Dress Up Keys                       |
| Maho Girls PreCure!                                     | Cure Miracle (キュアミラクル)       | 1                             | Mirai Asahina                  | Rie Takahashi     | Mofurun                     | Mofurun                     | Linkle Stones                                        |
| Maho Girls PreCure!                                     | Cure Magical (キュアマジカル)       | 1                             | Riko Izayoi                    | Yui Horie         | Mofurun                     | Mofurun                     | Linkle Stones                                        |
| Maho Girls PreCure!                                     | Cure Felice (キュアフェリーチェ)    | 22                            | Kotoha Hanami                  | Saori Hayami      | x                           | x                           | Linkle Smartbook                                     |
| Kirakira☆PreCure a la Mode                              | Cure Whip (キュアホイップ)          | 1                             | Ichika Usami                   | Karen Miyama      | Pekorin / Chōrō             | Pekorin / Chōrō             | Sweets Pact Animal Sweets                            |
| Kirakira☆PreCure a la Mode                              | Cure Custard (キュアカスタード)     | 2                             | Himari Arisugawa               | Haruka Fukuhara   | Pekorin / Chōrō             | Pekorin / Chōrō             | Sweets Pact Animal Sweets                            |
| Kirakira☆PreCure a la Mode                              | Cure Gelato (キュアジェラート)      | 3                             | Aoi Tategami                   | Tomo Muranaka     | Pekorin / Chōrō             | Pekorin / Chōrō             | Sweets Pact Animal Sweets                            |
| Kirakira☆PreCure a la Mode                              | Cure Macaron (キュアマカロン)       | 5                             | Yukari Kotozume                | Saki Fujita       | Pekorin / Chōrō             | Pekorin / Chōrō             | Sweets Pact Animal Sweets                            |
| Kirakira☆PreCure a la Mode                              | Cure Chocolat (キュアショコラ)      | 6                             | Akira Kenjō                    | Nanako Mori       | Pekorin / Chōrō             | Pekorin / Chōrō             | Sweets Pact Animal Sweets                            |
| Kirakira☆PreCure a la Mode                              | Cure Parfait (キュアパルフェ)       | 23                            | Ciel Kirahoshi                 | Inori Minase      | Pekorin / Chōrō             | Pekorin / Chōrō             | Sweets Pact Animal Sweets                            |
| HUGtto! PreCure                                         | Cure Yell (キュアエール)            | 1                             | Hana Nono                      | Rie Hikisaka      | Hugtan / Hariham Harry      | Hugtan / Hariham Harry      | PreHeart Mirai Crystals                              |
| HUGtto! PreCure                                         | Cure Ange (キュアアンジュ)          | 2                             | Saaya Yakushiji                | Rina Hon'izumi    | Hugtan / Hariham Harry      | Hugtan / Hariham Harry      | PreHeart Mirai Crystals                              |
| HUGtto! PreCure                                         | Cure Etoile (キュアエトワール)      | 5                             | Homare Kagayaki                | Yui Ogura         | Hugtan / Hariham Harry      | Hugtan / Hariham Harry      | PreHeart Mirai Crystals                              |
| HUGtto! PreCure                                         | Cure Macherie (キュアマシェリ)      | 20                            | Emiru Aisaki                   | Nao Tamura        | Hugtan / Hariham Harry      | Hugtan / Hariham Harry      | PreHeart Mirai Crystals                              |
| HUGtto! PreCure                                         | Cure Amour (キュアアムール)         | 20                            | Ruru Amour                     | Yukari Tamura     | Hugtan / Hariham Harry      | Hugtan / Hariham Harry      | PreHeart Mirai Crystals                              |
| Star☆Twinkle PreCure                                    | Cure Star (キュアスター)            | 1                             | Hikaru Hoshina                 | Eimi Naruse       | Fuwa / Prunce               | Fuwa / Prunce               | Star Color Pendant Star Color Pen                    |
| Star☆Twinkle PreCure                                    | Cure Milky (キュアミルキー)         | 2                             | Lala Hagoromo                  | Konomi Kohara     | Fuwa / Prunce               | Fuwa / Prunce               | Star Color Pendant Star Color Pen                    |
| Star☆Twinkle PreCure                                    | Cure Soleil (キュアソレイユ)        | 4                             | Elena Amamiya                  | Kiyono Yasuno     | Fuwa / Prunce               | Fuwa / Prunce               | Star Color Pendant Star Color Pen                    |
| Star☆Twinkle PreCure                                    | Cure Selene (キュアセレーネ)        | 5                             | Madoka Kaguya                  | Mikako Komatsu    | Fuwa / Prunce               | Fuwa / Prunce               | Star Color Pendant Star Color Pen                    |
| Star☆Twinkle PreCure                                    | Cure Cosmo (キュアコスモ)           | 20                            | Yuni                           | Sumire Uesaka     | Fuwa / Prunce               | Fuwa / Prunce               | Star Color Pendant Star Color Pen                    |
| Healin' Good♡Precure                                    | Cure Grace (キュアグレース)         | 1                             | Nodoka Hanadera                | Aoi Yūki          | Labirin                     | Latte                       | Element Bottle Healing Stick                         |
| Healin' Good♡Precure                                    | Cure Fontaine (キュアフォンテーヌ)  | 3                             | Chiyu Sawaizumi                | Natsu Yorita      | Pegitan                     | Latte                       | Element Bottle Healing Stick                         |
| Healin' Good♡Precure                                    | Cure Sparkle (キュアスパークル)     | 4                             | Hinata Hiramitsu               | Hiyori Kono       | Nyatoran                    | Latte                       | Element Bottle Healing Stick                         |
| Healin' Good♡Precure                                    | Cure Earth (キュアアース)           | 19                            | Asumi Fūrin                    | Suzuko Mimori     | x                           | Latte                       | Element Bottle Earth Windy Harp                      |
| Tropical-Rouge! Precure                                 | Cure Summer (キュアサマー)          | 1                             | Manatsu Natsuumi               | Fairouz Ai        | Kururun                     | Kururun                     | Tropical Pact Heartcle Ring                          |
| Tropical-Rouge! Precure                                 | Cure Coral (キュアコーラル)         | 3                             | Sango Suzumura                 | Miyuri Hanamori   | Kururun                     | Kururun                     | Tropical Pact Heartcle Ring                          |
| Tropical-Rouge! Precure                                 | Cure Papaya (キュアパパイア)        | 4                             | Minori Ichinose                | Yui Ishikawa      | Kururun                     | Kururun                     | Tropical Pact Heartcle Ring                          |
| Tropical-Rouge! Precure                                 | Cure Flamingo (キュアフラミンゴ)    | 5                             | Asuka Takizawa                 | Asami Setō        | Kururun                     | Kururun                     | Tropical Pact Heartcle Ring                          |
| Tropical-Rouge! Precure                                 | Cure La Mer (キュアラメール)        | 17                            | Laura A. H. La Mer             | Rina Hidaka       | Kururun                     | Kururun                     | Mermaid Aqua Pact Heartcle Ring                      |
| Delicious Party♡Precure                                 | Cure Precious (キュアプレシャス)    | 1                             | Yui Nagomi                     | Hana Hishikawa    | Kome-Kome                   | Kome-Kome                   | Heart Cure Watch                                     |
| Delicious Party♡Precure                                 | Cure Spicy (キュアスパイシー)       | 4                             | Kokone Fuwa                    | Risa Shimizu      | Pam-Pam                     | Pam-Pam                     | Heart Cure Watch                                     |
| Delicious Party♡Precure                                 | Cure Yum-Yum (キュアヤムヤム)       | 7                             | Ran Hanami                     | Yuka Iguchi       | Mem-Mem                     | Mem-Mem                     | Heart Cure Watch                                     |
| Delicious Party♡Precure                                 | Cure Finale (キュアフィナーレ)      | 18                            | Amane Kasai                    | Ai Kayano         | Parfait Recipeppi           | Parfait Recipeppi           | Heart Fruit Pendant                                  |
| Hirogaru Sky! Precure                                   | Cure Sky (キュアスカイ)             | 1                             | Sora Harewataru                | Akira Sekine      | x                           | x                           | Sky Mirage Skytone Sky                               |
| Hirogaru Sky! Precure                                   | Cure Prism (キュアプリズム)         | 4                             | Mashiro Nijigaoka              | Ai Kakuma         | x                           | x                           | Sky Mirage Skytone Prism                             |
| Hirogaru Sky! Precure                                   | Cure Wing (キュアウイング)          | 9                             | Tsubasa Yūnagi                 | Ayumu Murase      | x                           | x                           | Sky Mirage Skytone Wing                              |
| Hirogaru Sky! Precure                                   | Cure Butterfly (キュアバタフライ)   | 18                            | Ageha Hijiri                   | Ayaka Nanase      | x                           | x                           | Sky Mirage Sky Tone Butterfly                        |
| Hirogaru Sky! Precure                                   | Cure Majesty (キュアマジェスティ)   | 31                            | Ellee                          | Aoi Koga          | x                           | x                           | Sky Mirage Sky Tone Majesty                          |
| WonderfulPrecure!                                       | Cure Wonderful (キュアワンダフル)   | 1                             | Komugi Inukai                  | Maria Naganawa    | Niko                        | Niko                        | Wonderful Pact                                       |
| WonderfulPrecure!                                       | Cure Friendy (キュアフレンディ)     | 2                             | Iroha Inukai                   | Atsumi Tanezaki   | Niko                        | Niko                        | Wonderful Pact                                       |
| WonderfulPrecure!                                       | Cure Nyammy (キュアニャミー)        | 12                            | Yuki Nekoyaskiki               | Satsumi Matsuda   | Niko                        | Niko                        | Shiny Cats Pact                                      |
| WonderfulPrecure!                                       | Cure Lillian (キュアリリアン)       | 19                            | Mayu Nekoyashiki               | Reina Ueda        | Niko                        | Niko                        | Shiny Cats Pact                                      |
| Kimi to Idol Precure♪                                   | Cure Idol (キュアアイドル)          | 1                             | Uta Sakura                     | Misato Matsuoka   | Tanakhan                    | Tanakhan                    | Idol Heart Brooch                                    |
| Kimi to Idol Precure♪                                   | Cure Wink (キュアウインク)          | 3                             | Nana Aokaze                    | Minami Takahashi  | Tanakhan                    | Tanakhan                    | Idol Heart Brooch                                    |
| Kimi to Idol Precure♪                                   | Cure KyunKyun (キュアキュンキュン)  | 7                             | Kokoro Shigure                 | Natsumi Takamori  | Tanakhan                    | Tanakhan                    | Idol Heart Brooch                                    |
| Kimi to Idol Precure♪                                   | Cure Zukyoon (キュアズキューン)     | 17                            | Purirun                        | Yoshino Nanjo     | Tanakhan                    | Tanakhan                    | Kirakira Showtime Mic                                |
| Kimi to Idol Precure♪                                   | Cure Kiss (キュアキッス)            | 17                            | Meroron                        | Miharu Hanai      | Tanakhan                    | Tanakhan                    | Kirakira Showtime Mic                                |

## Films
En tout, trente-quatre films ont été produits, dont seize basés sur une série individuelle. Jusqu'en 2019, chaque série Pretty Cure a connu au moins une adaptation en film par saison, Futari wa Pretty Cure Max Heart étant la seule à recevoir deux adaptations cinématographiques. Les séries Healin' Good♡Precure, Tropical-Rouge! Precure, Hirogaru Sky! Precure, WonderfulPrecure! et Kimi to Idol Precure n'ont pas reçu de film individuel. Pour le cinquième anniversaire de la franchise, un film crossover intitulé PreCure All-Stars DX et mettant en vedette les personnages des cinq premières séries est sorti en mars 2009 ; celui-ci marque le début d'une série de films crossovers sortant chaque année, avec seize films publiés à ce jour.
Le 11e film crossover, HUGtto! PreCure♡Futari wa Pretty Cure: All Stars Memories, est inscrit dans le livre Guinness des records pour le « plus grand nombre de guerrières magiques dans un film d'animation japonaise » (en anglais : Most Magical Warriors in an Anime Film), avec la présence de 55 Cures.

### Issus des séries télévisées
1. Futari wa Pretty Cure Max Heart (ja) (ふたりはプリキュア Max Heart?) : 2005[23]
2. Futari wa Pretty Cure Max Heart 2: Yukizora no tomodachi (ja) (ふたりはプリキュア Max Heart 2 雪空のともだち?) : 2005[24]
3. Futari wa Pretty Cure Splash Star: Tick Tack kiki ippatsu! (ja) (ふたりはプリキュア Splash Star チクタク危機一髪!?) : 2006[25]
4. Yes! PreCure 5: Kagami no kuni no Miracle daibōken! (ja) (Yes!プリキュア5 鏡の国のミラクル大冒険!?) : 2007[26]
5. Yes! PreCure 5 GoGo!: Okashi no kuni no Happy Birthday♪ (ja) (Yes!プリキュア5GoGo! お菓子の国のハッピーバースディ♪?) : 2008[27]
6. Fresh Pretty Cure!: Omocha no kuni wa himitsu ga ippai!? (ja) (フレッシュプリキュア! おもちゃの国は秘密がいっぱい!??) : 2009[28]
7. HeartCatch Pretty Cure! Le film : Mission défilé à Paris (ハートキャッチプリキュア! 花の都でファッションショー…ですか!??) : 2010[29]
8. Suite PreCure♪: Torimodose! Kokoro ga tsunagu kiseki no Melody♪ (ja) (スイートプリキュア♪ とりもどせ! 心がつなぐ奇跡のメロディ♪?) : 2011[30]
9. Smile PreCure!: Ehon no naka wa minna chiguhagu! (ja) (スマイルプリキュア! 絵本の中はみんなチグハグ!?) : 2012[31]
10. Dokidoki! PreCure: Mana kekkon!!? Mirai ni tsunagu kibō no Dress (ja) (ドキドキ!プリキュア マナ結婚!!?未来につなぐ希望のドレス?) : 2013[32]
11. HappinessCharge PreCure!: Ningyō no kuni no Ballerina (ja) (ハピネスチャージプリキュア! 人形の国のバレリーナ?) : 2014[33]
12. Go! Princess PreCure: Go! Go!! Gōka san-bondate!!! (ja) (Go!プリンセスプリキュア Go!Go!!豪華3本立て!!!?) : 2015[34]
13. Maho Girls PreCure!: Kiseki no henshin! Cure Mofurun! (ja) (魔法つかいプリキュア! 奇跡の変身!キュアモフルン!?) : 2016[35]
14. Kirakira☆PreCure a la Mode: Paritto! Omoide no Mille-feuille! (キラキラ☆プリキュアアラモード パリッと!想い出のミルフィーユ!?) : 2017[36]
15. Star☆Twinkle PreCure: Hoshi no uta ni omoi o komete (ja) (スター☆トゥインクルプリキュア 星のうたに想いをこめて?) : 2019[37]
16. Delicious Party♡Precure:  Yume miru♡Okosama Lunch! (ja) (映画 デリシャスパーティ♡プリキュア 夢みる♡お子さまランチ!?) : 2022

### Films crossover
1. PreCure All-Stars DX: Minna tomodachi☆Kiseki no zen'in daishūgō! (ja) (プリキュアオールスターズDX みんなともだちっ☆奇跡の全員大集合!?) : 2009[22]
2. PreCure All-Stars DX2: Kibō no hikari☆Reinbōjueru o mamore! (ja) (プリキュアオールスターズDX2 希望の光☆レインボージュエルを守れ!?) : 2010[38]
3. PreCure All-Stars DX3: Mirai ni todoke! Sekai o tsunagu☆Nijiiro no hana (ja) (プリキュアオールスターズDX3 未来にとどけ! 世界をつなぐ☆虹色の花?) : 2011[39]
4. PreCure All-Stars NewStage: Mirai no tomodachi (ja) (プリキュアオールスターズNewStage みらいのともだち?) : 2012[40]
5. PreCure All-Stars NewStage 2: Kokoro no tomodachi (ja) (プリキュアオールスターズNewStage2 こころのともだち?) : 2013[41]
6. PreCure All-Stars NewStage 3: Eien no tomodachi (ja) (プリキュアオールスターズNewStage3 永遠のともだち?) : 2014[42]
7. PreCure All-Stars: Haru no Carnival♪ (ja) (プリキュアオールスターズ 春のカーニバル♪?) : 2015[43]
8. PreCure All-Stars: Minna de utau ♪ Kiseki no mahō! (ja) (プリキュアオールスターズ みんなで歌う♪奇跡の魔法!?) : 2016[44]
9. PreCure Dream Stars! (ja) (プリキュアドリームスターズ!?) : 2017[45]
10. PreCure Super Stars! (ja) (プリキュアスーパースターズ!?) : 2018[46]
11. HUGtto! PreCure♡Futari wa Precure: All Stars Memories (HUGっと!プリキュア♡ふたりはプリキュア  オールスターメモリーズ?) : 2018[47]
12. PreCure Miracle Universe (ja) (プリキュアミラクルユニバース?) : 2019[48]
13. PreCure Miracle Leap: Minna to no fushigina ichinichi (ja) (プリキュアミラクルリープ みんなとの不思議な1日?) : 2020[49]
14. Healin' Good♡Precure: Yume no machi de kyun! Tto GoGo! Daihenshin!! (ja) (ヒーリングっど♥プリキュア ゆめのまちでキュン!っとGoGo!大変身!!?) : 2021[50]
15. Eiga Tropical-Rouge! Precure: Yuki no Princess to Kiseki no Yubiwa! (ja) (映画 トロピカル〜ジュ!プリキュア 雪のプリンセスと奇跡の指輪!?): 2021
16. PreCure All-Stars F (ja) (映画 プリキュアオールスターズF?): 2023
17. WonderfulPrecure! The Movie! Doki Doki♡Game no Sekai de Daibouken! (ja) (わんだふるぷりきゅあ!ざ・むーびー! ドキドキ♡ゲームの世界で大冒険!?): 2024
18. Eiga Kimi to Idol Precure♪ Omatase! Kimi ni todokeru Kirakkilive! (ja) (映画キミとアイドルプリキュア♪お待たせ！キミに届けるキラッキライブ！?): 2025